# Ulrich Folkers
Ulrich Folkers (6 de março de 1915 - 6 de maio de 1943) foi um comandante de U-Boot que serviu na Kriegsmarine durante a Segunda Guerra Mundial.

## Carreira militar

### Patentes
| Offiziersanwärter    | 8 de abril de 1934     |
| Seekadett            | 26 de setembro de 1934 |
| Fähnrich zur See     | 1 de julho de 1935     |
| Oberfähnrich zur See | 1 de janeiro de 1937   |
| Leutnant zur See     | 1 de abril de 1937     |
| Oberleutnant zur See | 1 de abril de 1939     |
| Kapitänleutnant      | 1 de novembro de 1941  |

### Condecorações
| Ordem da Bulgária do Mérito militar 4ª Classe com Coroa | 1 de novembro de 1936 |
| Condecoração por Longo Serviço da Wehrmacht 4ª Classe   | 8 de abril de 1938    |
| Cruz de Ferro (1939) 2ª Classe                          | 15 de janeiro de 1940 |
| Cruz de Ferro (1939) 1ª Classe                          |                       |
| Distintivo de Guerra U-boot (1939)                      | 26 de março de 1941   |
| Cruz de Cavaleiro da Cruz de Ferro                      | 27 de março de 1943   |
| Mencionado no Wehrmachtbericht                          | 22 de maio de 1942    |

### Patrulhas
|       | U-Boot | Partida                | Partida | Chegada                 | Chegada  | Dias     | Toneladas |
| ----- | ------ | ---------------------- | ------- | ----------------------- | -------- | -------- | --------- |
| 1     | U-125  | 18 de dezembro de 1941 | Lorient | 23 de fevereiro de 1942 | Lorient  | 68 dias  | 5 666     |
| 2     | U-125  | 4 de abril de 1942     | Lorient | 13 de junho de 1942     | Lorient  | 71 dias  | 47 055    |
| 3     | U-125  | 27 de julho de 1942    | Lorient | 6 de novembro de 1942   | Lorient  | 103 dias | 25 415    |
| 4     | U-125  | 9 de dezembro de 1942  | Lorient | 19 de fevereiro de 1943 | Lorient  | 73 dias  |           |
| 5     | U-125  | 13 de abril de 1943    | Lorient | 6 de maio de 1943       | Afundado | 24 dias  | 4 737     |
| Total | Total  | Total                  | Total   | Total                   | Total    | 439 dias | 82 873 t  |

### Navios afundados
Navios afundados por Ulrich Folkers:
- 17 navios afundados num total de 82 873 GRT

| Data                   | U-Boot | Nome da Embarcação | Toneladas | Nacionalidade        | Comboio | Local do ataque     |
| ---------------------- | ------ | ------------------ | --------- | -------------------- | ------- | ------------------- |
| 26 de janeiro de 1942  | U-125  | West Ivis          | 5 666     | Estados Unidos       |         | 35° 03' N 73° 10' O |
| 23 de abril de 1942    | U-125  | Lammot Du Pont     | 5 102     | Estados Unidos       |         | 27° 10' N 57° 10' O |
| 3 de maio de 1942      | U-125  | San Rafael         | 1 973     | República Dominicana |         | 18° 36' N 79° 12' O |
| 4 de maio de 1942      | U-125  | Tuscaloosa City    | 5 687     | Estados Unidos       |         | 18° 25' N 81° 31' O |
| 6 de maio de 1942      | U-125  | Green Island       | 1 946     | Estados Unidos       |         | 18° 25' N 81° 30' O |
| 6 de maio de 1942      | U-125  | Empire Buffalo     | 6 404     | Reino Unido          |         | 19° 14' N 82° 34' O |
| 9 de maio de 1942      | U-125  | Calgarolite        | 11 941    | Canadá               |         | 19° 24' N 82° 30' O |
| 14 de maio de 1942     | U-125  | Comayagua          | 2 493     | Honduras             |         | 19° N 81° 37' O     |
| 18 de maio de 1942     | U-125  | Mercury Sun        | 8 893     | Estados Unidos       |         | 20° 01' N 84° 26' O |
| 18 de maio de 1942     | U-125  | William J. Salman  | 2 616     | Estados Unidos       |         | 20° 08' N 83° 46' O |
| 1 de setembro de 1942  | U-125  | Ilorin             | 815       | Reino Unido          |         | 5° N 1° O           |
| 23 de setembro de 1942 | U-125  | Bruyère            | 5 335     | Reino Unido          |         | 4° 55' N 17° 16' O  |
| 29 de setembro de 1942 | U-125  | Baron Ogilvy       | 3 391     | Reino Unido          |         | 2° 30' N 14° 30' O  |
| 30 de setembro de 1942 | U-125  | Empire Avocet      | 6 015     | Reino Unido          |         | 4° 05' N 13° 23' O  |
| 30 de setembro de 1942 | U-125  | Kumsang            | 5 447     | Reino Unido          |         | 4° 07' N 13° 40' O  |
| 8 de outubro de 1942   | U-125  | Glendene           | 4 412     | Reino Unido          |         | 4° 29' N 17° 41' O  |
| 4 de maio de 1943      | U-125  | Lorient            | 4 737     | Reino Unido          | ONS-5   | 54° 04' N 44° 18' O |
| Total                  | Total  | Total              | 82 873 t  |                      |         |                     |

## Operações conjuntas de ataque
O comandante Ulrich Folkers participou das seguinte operações de ataque combinado durante a sua carreira:
- Rudeltaktik Delphin[28] (5 de janeiro de 1943 - 13 de fevereiro de 1943)
- Rudeltaktik Specht[29] (19 de abril de 1943 - 4 de maio de 1943)
- Rudeltaktik Fink[30] (4 de maio de 1943 - 6 de maio de 1943)